# أفرينفست للاستثمار
أفرينفست للاستثمار المحدودة (غرب أفريقيا)
أفرينفست (غرب أفريقيا) المحدودة. هي شركة مصرفية استثمارية مستقلة مع التركيز على غرب إفريقيا وتنشط في أربعة مجالات رئيسية: الخدمات المصرفية الاستثمارية وتداول الأوراق المالية وإدارة الأصول وبحوث الاستثمار.
أفرينفست لاعب وموفر محتوى بحثي في السوق النيجيري ومستشار لأغلب الشركات عبر غرب إفريقيا في عمليات الاندماج والاستحواذ ومعاملات أسواق رأس المال الدولية
التنظيم يتم من خلال هيئة الأوراق المالية والبورصات ("SEC") بصفتها دار إصدار ومتعهد اكتتاب، تقدم أفرينفست للاستثمار خدمات الاستشارات المالية بالإضافة إلى حلول زيادة رأس المال للأفراد من أصحاب الثروات المالية العالية ("HNIs") والشركات والحكومات.
كما تم ترخيص الشركة من قبل هيئة الاوراق المالية والبورصات SEC النيجيرية، من خلال شركتها الفرعية، أفرينفست للأوراق المالية المحدودة ASL ، بصفتها وسيطًا-تاجرًا ومصرحًا بها من قبل البورصة النيجيرية كعضو تداول. تعمل كقناة توزيع لمجموعة متنوعة من المنتجات الاستثمارية وتضم الامتياز في أبحاث الشركة.
أفرينقست لإدارة الأصول المحدودة مرخصة من قبل هيئة الأوراق المالية والبورصات النيجيرية كمدير محفظة.
تمتلك أفرينفست مكاتب في لاغوس وأبوجا وبورت هاركورت

## التاريخ
تأسست أفرينفست في 1994 كشركة معاملات للأوراق المالية والشركة الاستئمانية (نيجيريا) المحدودة ("SecTrust") التي نمت لتصبح الشركة النيجيرية الرائدة في مجال البحوث والوساطة وإدارة الأصول المتكاملة. على مر السنين، أنشأت -SecTrust- علاقة وثيقة مع شركائها في لندن («أفرينفست المحدودة»)، وهي شركة مصرفية استثمارية تخضع لرقابة هيئة الخدمات المالية في المملكة المتحدة ("FSA"). بعد الشروع في إعادة هيكلة أعمالها في عام 2005، تعاونت شركة معاملات للأوراق المالية مع أعمال تمويل الشركات ومقرها نيجيريا في أفرينفست في بريطانيا.
تم الانتهاء من هذه المرحلة من إعادة الهيكلة للاعمال في الشركة في ديسمبر عام 2005 وبلغت ذروتها مما أدى لإعادة تسمية شركة المعاملات للأوراق المالية والاستئمانية باسم أفرينفست (غرب إفريقيا) المحدودة. ظهرت أفرينفست كشركة مصرفية استثمارية متكاملة الخدمات، لذلك تعمل في مجال الخدمات المصرفية الاستثمارية، وأبحاث الاستثمار، وتداول الأوراق المالية، وإدارة الأصول. شاركت الشركة بنشاط في عدد من معاملات تمويل الشركات في نيجيريا حتى الآن. 
في عام 2012، أعادت الشركة هيكلة أعمالها من خلال إنشاء شركتين تابعتين مملوكتين بالكامل وهما: 
- أفرينفست للأوراق المالية المحدودة
- أفرينقست لإدارة الأصول المحدودة

تم تسجيل شركة افرينقست بصفتها دار إصدار من قبل هيئة الأوراق المالية والبورصات، في حين أن شركتيها التابعتين الأخريين، أفرينفست للأوراق المالية المحدودة وأفرينقست لإدارة الأصول المحدودة، تضم تراخيص شركة الوساطة والتاجر ومدير الصندوق على التوالي. "LIST OF CAPITAL MARKET OPERATORS (CMO)". مؤرشف من الأصل في 2020-12-31. اطلع عليه بتاريخ 2016-04-04.
- أول إدراج على الإطلاق لصندوق دخل ثابت مقوم بالدولار في نيجيريا - صندوق نيجيريا الدولي للديون [1]
- أول إصدار على الإطلاق لإيصالات الإيداع العالمية من قبل شركة جنوب الصحراء الكبرى في أفريقيا - United Bank for Africa Plc (UBA) [2]
- أول إصدار لسندات دولية من قبل شركة في أفريقيا جنوب الصحراء خارج جنوب إفريقيا - Guaranty Trust Bank Plc
- الإدراج الأول لإيصالات الإيداع العالمية لبنك أفريقي في بورصة لندن - Guaranty Trust Bank Plc
- مستشار مالي ووسيط في أكبر قائمة في البورصة النيجيرية (2.095 تريليون) - Dangote Cement Plc
- أول مدير أصول نيجيري يتم تصنيفه A + [3]

## الشركات التابعة

### أفرينقست لإدارة الأصول المحدودة
أفرينقست لإدارة الأصول مرخصة من قبل هيئة الأوراق المالية والبورصات النيجيرية كمدير محفظة. لدى AAML مجموعة من عملاء التجزئة والأثرياء الجماعيين والأثرياء.[بحاجة لمصدر]

### أفرينفست للأوراق المالية المحدودة
شركة أفرينفست للأوراق المالية المحدودة هي وسيط مرخص وشركة تابعة لشركة أفرينفست (غرب أفريقيا) المحدودة. تعمل ASL كقناة توزيع لمجموعة متنوعة من المنتجات الاستثمارية وتضم امتياز أبحاث الشركة.

## حوكمة الشركات

### لجنة الإدارة
- دونالد لوسون. الرئيس
- آيك تشيوكي - المدير العام للمجموعة
- فيكتور ندوكوبا - نائب المدير العام
- Onoise Onaghinon - المدير التنفيذي
- د. عبد الرحمن سامبو - عضو غير تنفيذي
- إلكين بيانيم - مدير غير تنفيذي

اعتبارًا من 31 مايو 2017 